# Маяпур

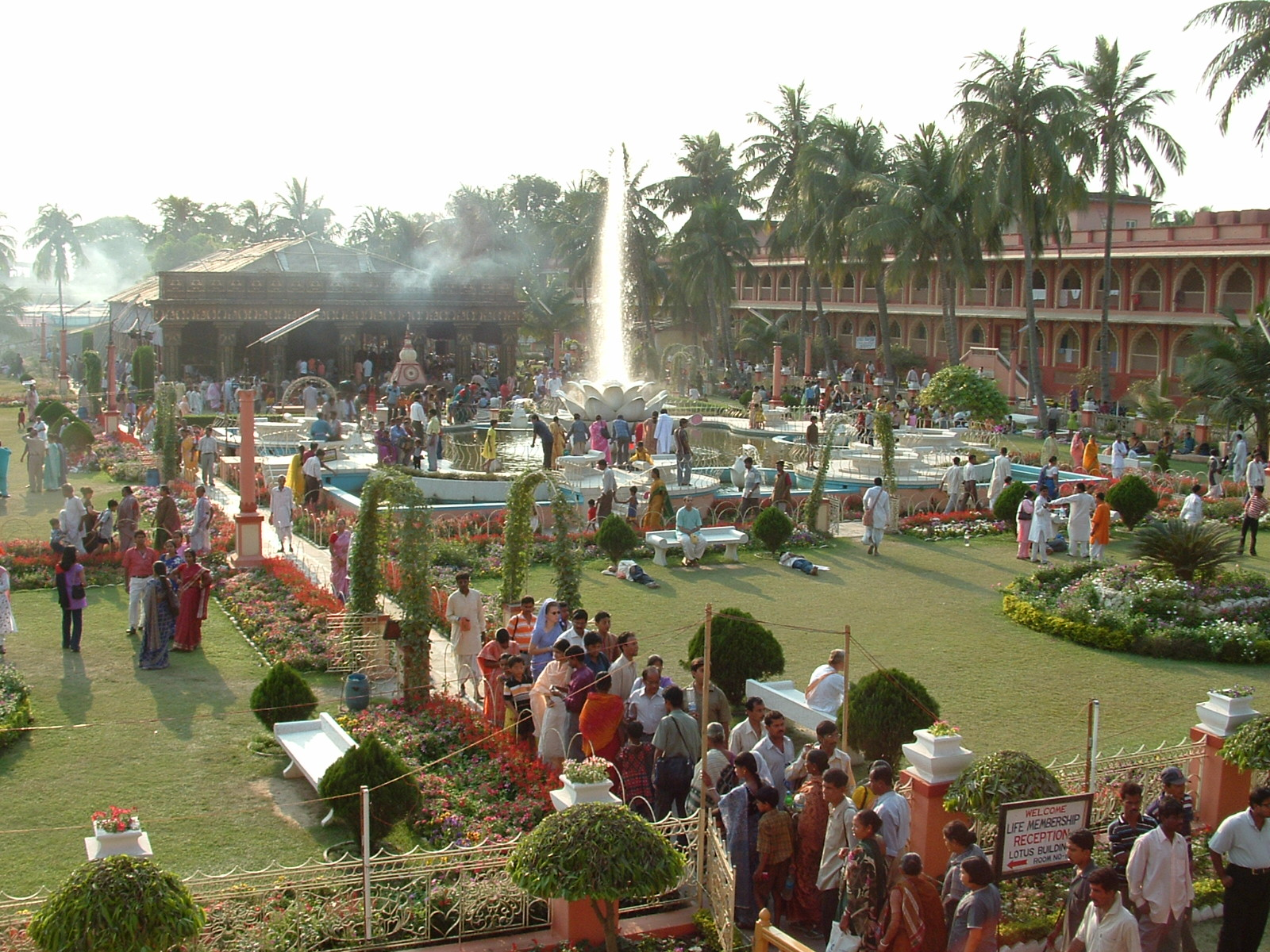
Штаб-квартира Международного общества сознания Кришны в Маяпуре

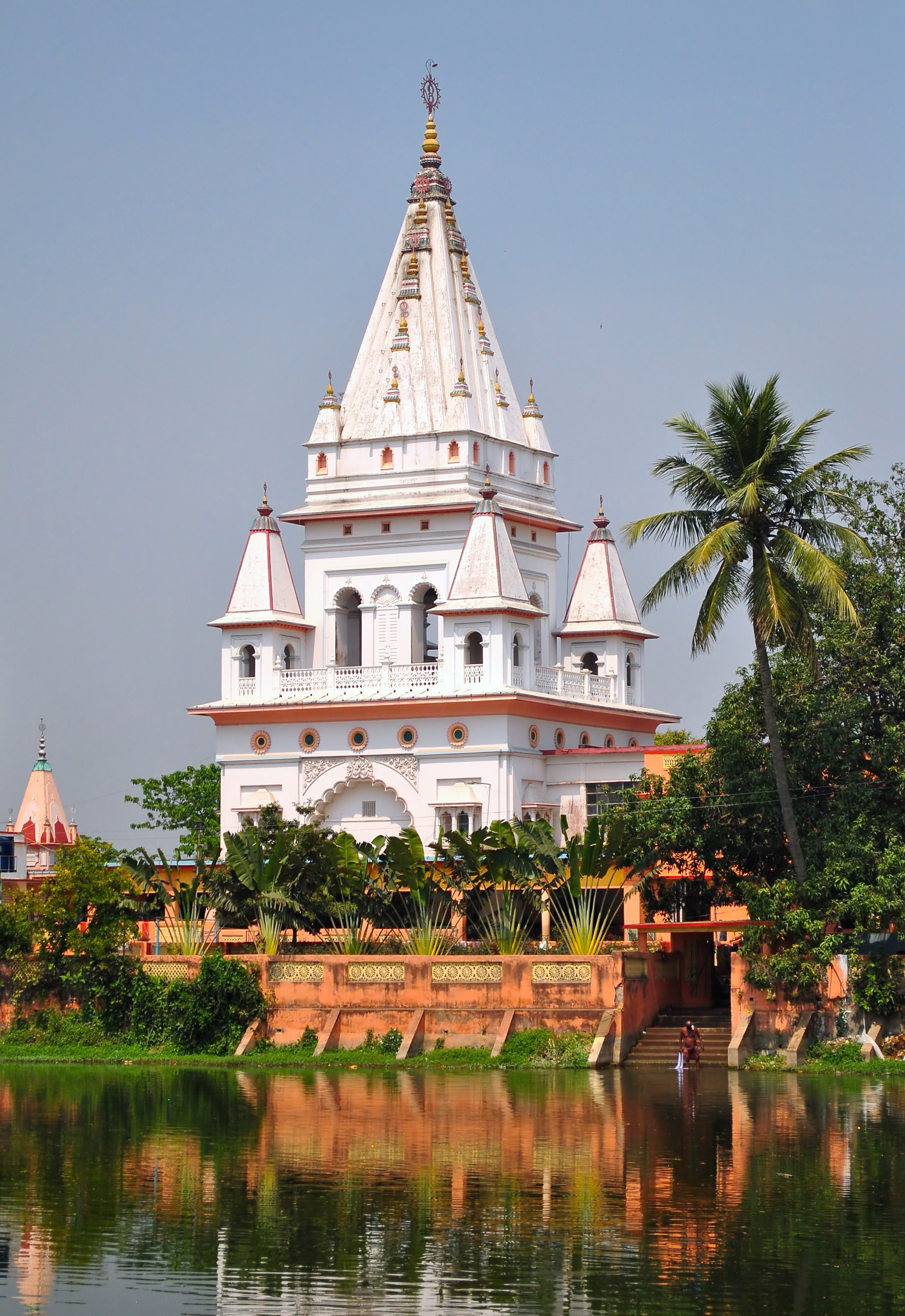
Храм на месте рождения Чайтаньи. Воздвигнут Бхактивинодой Тхакуром в 1880-е годы.

Маяпу́р, или Майяпу́р; бенг. মায়াপুর; англ. Mayapur) — населённый пункт, расположенный на месте впадения реки Джаланги в Ганг, около города Навадвипа в Западной Бенгалии, Индия, в 130 километрах к северу от Калькутты.
Маяпур — святое место паломничества для гаудия-вайшнавов (кришнаитов), так как здесь в 1486 году родился Чайтанья. Каждый год Маяпур посещают более миллиона паломников.
Маяпур является мировой штаб-квартирой ряда гаудия-вайшнавских организаций, таких как Гаудия-матх, и с начала 1970-х годов — Международного общества сознания Кришны.